# Masanori Kizawa
Masanori Kizawa (jap. 木澤 正徳 Kizawa Masanori; ur. 2 czerwca 1969) – japoński piłkarz występujący na pozycji obrońcy.

## Kariera klubowa
Od 1988 do 2004 roku występował w klubach JEF United Ichihara, Cerezo Osaka, Albirex Niigata i Mito HollyHock.